# Claodicus
Claodicus (fl. II secolo a.C.) fu uno dei capi della tribù germanica dei Cimbri.
Ebbe un ruolo di comando durante le guerre cimbriche, in cui i Cimbri ottennero una vittoria spettacolare contro i Romani alla battaglia di Arausio, nel 105 a.C.
Venne catturato assieme a Caesorix nella battaglia di Vercelli del 101 a.C. Gli altri due capi, Boiorix e Lugius, vennero uccisi.